# ميرنا زينون
ميرنا زينون (7 فبراير 1980) ممثلة سورية.

## عن حياتها
ألقت في الكثير من الأعمال التلفزيونية والمسرحية وعملت مع أكبر المخرجين دراما السورية وهي من أسرة فنية، خالها الفنان التشكيلي الفريد حتمل وابنه الكاتب الكبير جميل حتمل PROFILE .
تعلمت في المعهد العالي للفنون المسرحية قسم التمثيل- دمشق وعضوة في نقابة الفنانين السوريين وشاركت في مهارات ودورات تدريبة ورشة في المسرح الحركي فرقة ليش وملتقى شمس (لبنان وسوريا)ورشة عمل حول المسرح الصيني (دراما غنائية) معهد فنون المسرحية (دمشق)ورشات ارتجال في اودين مسرح هولسيتبرو (الدنمارك)العمل حول النقل الشفهي (حكواتي) بأشراف شيرين الأنصاري (مصر)WORK EXPERIENCE تلفزيون اسم العمل إخراج إنتاج سوريا الدولية سيف الدين سبيعي عن الخوف والعزلة تلفزيون السوري محمد إسماعيل الاغا موعود أكشن ماهر صليبا مرسوم عائلي mbc هشام شربتجي أقارب وثعالب العراب تامر اسحاق الحب والسلم الشرق هشام شربتجي جرن الشاويش أكشن سامي الجنادي رصيف الذاكرة تلفزيون السوري أسامة شقير مواسم الخطر شركة بانا محمد شيخ نجيب ممرات ضيقة نجدت انزور وائل رمضان اسأل روحك شركة السعودية سمير حسين علماء على جبين الشمس سوريا الدولية حاتم علي على طول الايام سوريا الدولية مثنى الصبح مشاريع صغيرة راية للإنتاج زهير قنوع وشاء الهوا أكشن سامر برقاوي سعادة الوزير وحرمو جمانة مراد محمد رجب أنتقام وردة فراس إبراهيم غسان جبري أعيدو لي صباحي سوريا الدولية ليث حجوع المكشوف جزائري سوري مشترك عبد الغني بلاط عودة جحا شرق باسل الخطيب نزار قباني شرق باسل الخطيب هولاكو 

### المسرح
- وعكة عابرة إخراج فايز قزق إنتاج تجمع ماس
- العميان إخراج حسن عويتي إنتاج وزارة ثقافة السورية
- فيدر إخراج فرونسوا بيزنتيه إنتاج ccf مركز الثقافي الفرنسي
- حسب تقديرك إخراج سامر عمران إنتاج معهد عالي للفنون المسرحية

### السينما
- موكب الإباء إخراج باسل الخطيب إنتاج تلفزيون المنار

### برامج
- مسلسل للاطفال إنتاج تلفزيون السوري
- طبق رمضان إنتاج تلفزيون السوري

### الإذاعة
- مسلسل اذاعي إخراج مصطفى فهمي البكار اذاعة دمشق

## روابط خارجية
- ميرنا زينون على موقع قاعدة بيانات الأفلام العربية